# DF-21 (ミサイル)
DF-21（中: 東風-21、Dong-Feng-21、アメリカ国防総省コード：CSS-5）は、中華人民共和国が開発した核弾頭搭載可能な準中距離弾道ミサイル (MRBM)及び対艦弾道ミサイル。中国人民解放軍の中国人民解放軍ロケット軍で運用されている。

## 概要
1979年頃よりJL-1潜水艦発射弾道ミサイル（巨浪-1）の本格開発が開始された。DF-21はJL-1の地上配備型である。
1985年頃に開発完了したが、配備が確認されたのは1990年代に入ってからである。2000年代の配備数は60-80発、発射基数は70-90基と推測されている。1990年代中期に、射程と命中精度を高めた改良型のDF-21Aが開発されている。吉林省・遼寧省・江西省・安徽省・雲南省・青海省などに配備されている。ミサイルはミサイルサイロのほか、TEL車両に搭載され道路移動方式でも配備されている。2000年代に入り、改良型のDF-21C型が開発され、射程3000kmに延伸し精度が向上、C型を元に対艦型のDF-21Dが作られた。
2014年にサウジアラビアの軍顧問で退役将校のアンワル・エシュキがアメリカ合衆国の中央情報局（CIA）の了解で80年代に購入したDF-3より近代的なDF-21を2007年にサウジアラビアが購入したという報道を事実と認めたが、後に中止され、代わりに中国はサウジに無人攻撃機である彩虹4の工場を建設する契約を結んだとも報じられている。しかし、2019年には中国の支援でサウジがミサイル製造施設を建設したことを対イランで協調するアメリカのドナルド・トランプ政権は隠蔽したと報じられている。
また、派生型・DF-21Dとして対艦ミサイルに分類される対艦弾道ミサイル（ASBM）が開発されており、これは台湾有事の際におけるアメリカ軍などの介入を防ぐための接近阻止・領域拒否能力獲得の一環である。対艦弾道ミサイルの誘導を行うとされる超音速無人偵察機のWZ-8（無偵-8）とともに戦略爆撃機のH-6にも搭載できるとされ、射程約1,500kmで西太平洋における航空母艦が攻撃対象になる可能性があるとアメリカ国防総省では推測している。
DF-21Dは試射試験で退役した053H級フリゲート「鎮江」(艦番号514 :全長103.2m :全幅 約10m)に対して無効化された弾体によって試験され艦橋部分直撃に成功。運動エネルギーのみで艦橋は完全に押しつぶされて崩壊し船体にまでダメージは到達した。損傷の状況から対艦弾道ミサイルDF-21Dはフリゲート艦レベルの小さなターゲットに対して横方向ではなく、直上から命中し下方向へ艦にダメージを与える。

## 仕様

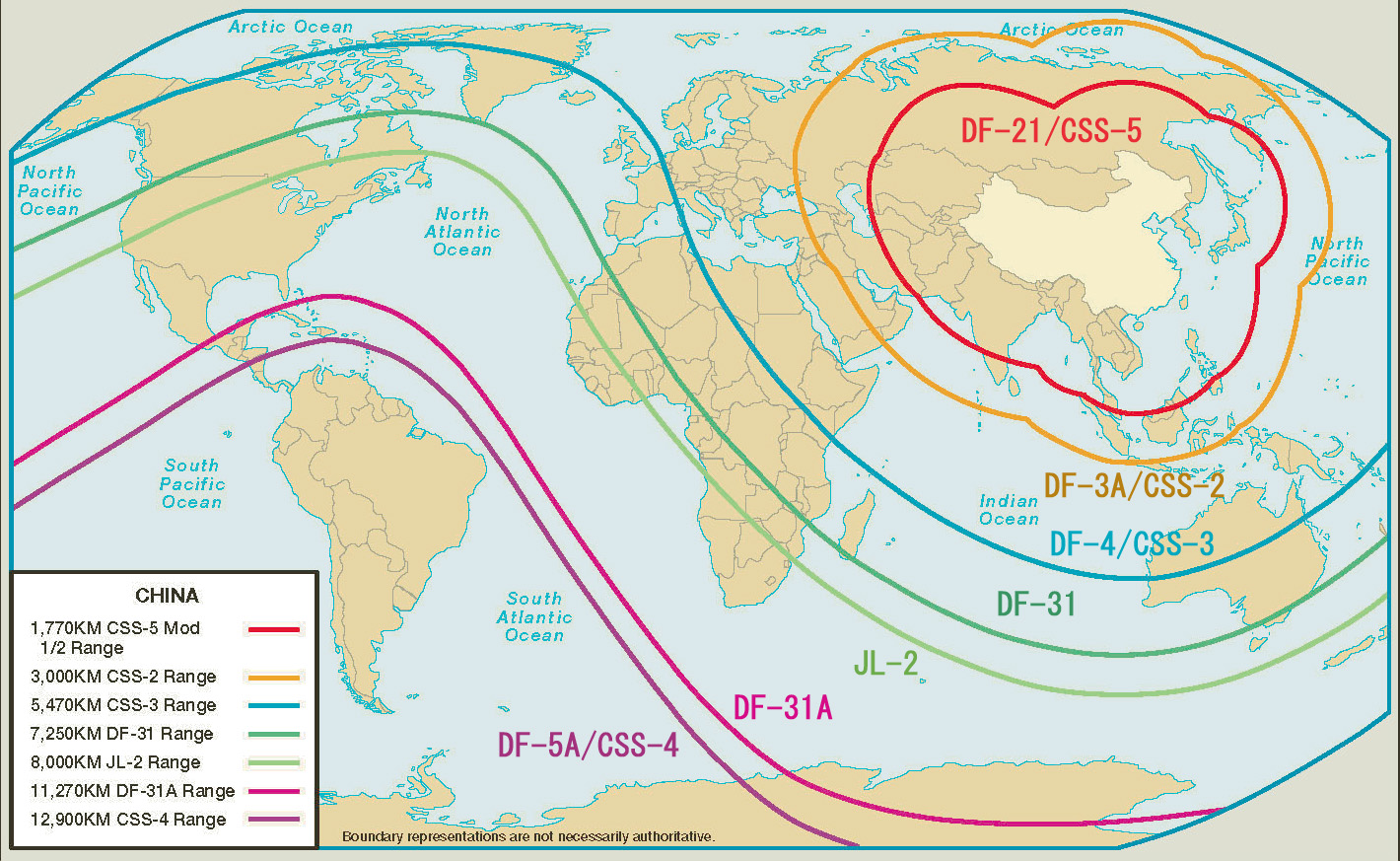
赤がDF-21の射程範囲

- 射程 = 1,750 km以上[5]。DF-21A = 2,150 km以上[8]。DF-21C及びD = 3000 km以上[9]。
- 弾頭 = 500kT核弾頭1個
- エンジン = 二段式固体燃料ロケット
- 誘導システム = 慣性 + ターミナルレーダー誘導
- CEP = 300-400m
- 全長 = 10.7 m
- 直径 = 1.4 m
- 重量 = 14,700kg
- ペイロード = 600 kg
- 発射準備期間 = 10-15分

## 参考資料
- “中国軍切り札「空母キラー」配備…米艦接近阻止”.   読売新聞 (2011年2月19日). 2011年2月19日閲覧。
- 山下奈々 (2020-04) (PDF). 【研究ノート】中国のASBM の開発動向－DF21Dを中心に－. 『海幹校戦略研究』特別号（通巻第19号）. p. 116-135.